# Rhagoditta phalangium
Rhagoditta phalangium är en spindeldjursart som först beskrevs av Olivier 1807.  Rhagoditta phalangium ingår i släktet Rhagoditta och familjen Rhagodidae. Inga underarter finns listade i Catalogue of Life.